# Torbjörn Bergman
Ulf Torbjörn Bergman, född 18 oktober 1957 i Älvsbyn i Norrbottens län, är en svensk statsvetare.
Bergman är professor i statsvetenskap vid Umeå universitet och sedan 2009 också verksam vid Södertörns högskola, där han leder projektet Governments in Europe, som bland annat samordnar The European Representative Democracy Data Archive (ERDDA). Han ingår också i Nätverket för koalitions- och partiforskning, som sedan 2014 driver bloggen Om Makt och Politik.
Hans huvudsakliga forskning rör konstitutionella frågor, politiska partier och EU.